# Ariane Payer
Ariane Payer (* 15. April 1973) ist eine deutsche Schauspielerin.

## Leben
Ihre Ausbildung absolvierte Ariane Payer von 1990 bis 1994 an der Hochschule für Musik und Darstellende Kunst Frankfurt am Main. Sie spielte im Kurzfilm Schwestern von Mirjam Kubescha (1999), in Carsten Maaz’ HFF-Film David (1999), als Dr. Sittel in einigen Folgen der Serie Marienhof (1998), in der Serie Streit um drei (1999) sowie als Susanne in der Serie Alle meine Töchter (1999).
Ariane Payer in erster Linie Theaterschauspielerin. So war sie unter anderem die Recha in Nathan der Weise, die Barbara in „Major Barbara“, die Bianca in „Der Widerspenstigen Zähmung“ am Staatstheater Wiesbaden, die Frau Elvstedt in Hedda Gabler am Theater Koblenz, die Estelle in Jean-Paul Sartres Geschlossene Gesellschaft in Wien und spielte bei den Salzburger Festspielen u. a. unter Luc Bondy in der Uraufführung von Das Gleichgewicht. Weitere Rollen u. a. Olivia in Was ihr wollt (in Mayen), Mascha in Drei Schwestern (in Wiesbaden), Lena in Leonce und Lena (ebenfalls Wiesbaden) und die Helena in Ein Sommernachtstraum (in Feuchtwangen). Zurzeit arbeitet sie hauptsächlich als Sprecherin unter anderem beim Bayerischen Rundfunk und für einige Hörverlage.